# سیارک ۵۸۵۷۳
سیارک ۵۸۵۷۳ (به انگلیسی: 58573 Serpieri، نامگذاری:1997RD7) پنجاه و هشت هزار و پانصد و هفتاد و سومین سیارک کشف شده‌است که در ۹ سپتامبر ۱۹۹۷ کشف شد.